# Bush (banda)
Bush é uma banda grunge proveniente da Inglaterra e formada em 1992. O seu álbum de estreia foi Sixteen Stone, em 1994. Eles já venderam mais de 10 milhões de discos nos Estados Unidos e mais de 20 milhões em todo o mundo. A banda, ao mesmo tempo que foi bem-sucedida nos Estados Unidos, era bem menos conhecida em sua terra natal, Inglaterra, e teve sucesso marginal por lá. Após 10 anos juntos (abrangendo quatro álbuns e uma série de singles de sucesso, inicialmente), Bush terminou em 2002, mas retornou em 2010.

## História

### Formação e Sixteen Stone: 1992-1994
Depois de deixar sua banda Midnight, Gavin Rossdale conheceu o ex-guitarrista da banda King Blank, Nigel Pulsford, em 1992. Os dois ligados através de uma valorização do grupo de rock alternativo americano do Pixies. Os dois formaram uma nova banda que eles chamaram de Future Primitive. Descrevendo o som inicial do grupo, uma etiqueta record executivo britânico disse anos mais tarde, "Eles não eram o que são hoje - eram um pouco como o lado mais comercial do INXS." A dupla recrutou o baixista Dave Parsons (ex- The Partisans e Transvision Vamp) e o baterista Robin Goodridge para completar a formação
.
Em 1993, a banda foi assinada por Rob Kahane, que havia um acordo de distribuição com a Disney's Hollywood Records. A banda terminou de gravar seu primeiro álbum Sixteen Stone, no início de 1994. No entanto, a morte do executivo da Disney Frank G. Wells eliminou um sócio de Kahane, os executivos da Hollywood e considerado por Bush lançamento do álbum inaceitável. Como resultado, os membros do Bush fizeram-no de modo independente. Interscope Records finalmente decidiu lançar o álbum, e no final de 1994, Kahane enviada uma cópia antecipada do álbum para um amigo influente em Los Angeles rádio KROQ-FM, que adicionou a música "Everything Zen" para a sua rotação.
O nome Bush surgiu porque o grupo vivia em Sheperd' Bush, Londres. No Canadá, eram conhecidos por BushX, porque a banda dos anos 70, os Bush, liderada por Domenic Troiano, detinha os direitos sobre o nome. Em abril de 1997, foi anunciado que Troiano tinha concordado em deixá-los utilizar o nome Bush no Canadá sem a letra X, em troca do donativo de 20.000 dólares à Fundação Starlight e ao Canadian Music Therapy Trust Fund.

### Razorblade Suitcase: 1996-1998
No final de 1996, Bush lançou o primeiro single "Swallowed" de seu segundo álbum intitulado Razorblade Suitcase, A canção passou sete semanas no topo da Modern Rock Tracks gráfico. O álbum atingiu o número 1 na América e colocou elevados em muitos países europeus. Embora seja um sucesso, em dois singles em comparação a quatro o álbum não vendeu bem como Sixteen Stone. Razorblade Suitcase caracterizado Steve Albini como o engenheiro de som, um movimento que foi criticado pelos críticos. Albini tinha trabalhado com o Nirvana em seu último álbum de estúdio, In Utero, apenas três anos antes. Muitos alegaram que estavam tentando demasiado duro para soar como o pacote de grunge. Após o sucesso "Swallowed",  o álbum teve mais um hit, "Greedy Fly", mas depois não conseguiu produzir qualquer hit mais importante.
Possivelmente para impulsionar as vendas de Razorblade Suitcase ou mover-se em terreno novo, Bush lançou o álbum remix Deconstructed. O álbum viu Bush reorganizar suas músicas em estilos dance e techno. O álbum foi um sucesso moderado chegando a platina, menos de um ano após o lançamento.

### The Science of Things: 1999-2000
Após a conclusão do tour, Rossdale entrou em reclusão na Irlanda, onde trabalhou em material para o próximo álbum do grupo. Rossdale periodicamente enviava fitas demo das suas obras em andamento para seus companheiros de banda. O grupo finalmente convocado para gravar em Londres, em agosto de 1998, quando a banda voltou a trabalhar com os produtores de Sixteen Stone, Clive Langer e Alan Winstanley.
O lançamento de The Science of Things foi realizada após uma batalha judicial entre a banda e a gravadora Trauma. O caso foi resolvido no início de 1999 e o álbum foi finalmente lançado, em outubro. The Science of Things foi um importante ponto de partida de várias formas a partir de primeiro de dois álbuns Bush. Como o sucesso multi-platina dos primeiros dois álbuns, este álbum também alcançou status de platina. Além disso, enquanto os álbuns anteriores da banda foram fortemente influenciados pelo grunge, The Science of Things caracterizou algumas influências de música eletrônica que distinguiram o trabalho do som anterior dos Bush. Por exemplo, embora o single "The Chemicals Between Us" tivesse um riff de guitarra de destaque, ele também tinha muitos elementos eletrônicos encontrados normalmente em dance music. Embora o álbum tivesse poucos sucessos, obteve colocação dentro do top 10. A performance da banda em Woodstock '99, no entanto, ajudou The science of Things alcançar status de platina apesar de seu início devagar.
Três singles foram liberados a partir de The Science of Things, mais notavelmente "The Chemicals Between Us", que passou cinco semanas em # 1 no Modern Rock Tracks e alcançou a posição # 67 no Hot 100 dos Estados Unidos. "Letting the Cables Sleep", o terceiro single, alcançou a posição # 4 na Modern Rock Tracks e também recebeu airplay considerável.

### Golden State e rompimento: 2001-2002
Bush lançou seu último álbum, Golden State, em outubro de 2001. Enquanto o álbum tentou retornar à forma, simples com o som da banda, mas ele não conseguiu alcançar sucesso comercial, devido à falta de apoio da nova gravadora da Banda, a Atlantic Records.[carece de fontes?] Vários singles foram lançados, mais notadamente o hit "The People That We Love", mas nenhum foi sucesso mainstream. O álbum da banda foi o menos bem sucedido, vendendo apenas 380.000 cópias em os Estados Unidos. Essa música foi utilizada no jogo Need For Speed Hot Pursuit 2. Em janeiro de 2002, Pulsford deixou a banda após o lançamento de Golden State para passar mais tempo com sua família e Chris Traynor assumiu a guitarra para a turnê, que viria a ser a última de Bush.
Frustrados pelas baixas vendas do seu quinto álbum, Golden State (2001), e pela falta de apoio que a banda estava a receber da Atlantic, decidiram entrar num hiato. Os membros da banda começaram a trabalhar em vários outros projetos musicais, mais notavelmente Gavin Rossdale, que formou uma nova banda de seu nome Institute. Em entrevistas recentes, Rossdale afirmou que não afastava a hipótese de os Bush se voltarem a reunir, mas disse também que este não é o momento certo.

### Pós ruptura: 2003-2009
Gavin Rossdale formou uma nova banda, Institute, em 2004, atuando como vocalista e guitarrista, assim como em Bush. Chris Traynor também se juntou à banda como guitarrista. (Além de tocar no institute, Traynor também Retornou à banda  Helmet em 2004, no baixo, ele depois deixou a banda em 2006). Institute lançou um álbum, Distort Yourself, mas não conseguiram muito sucesso comercial, apesar da abertura em alguns shows para a Vertigo Tour do U2. A Institute se separou em 2006 e Rossdale, em seguida, embarcou em uma carreira solo. Em 2007, ele contribuiu gravando música de John Lennon "Mind Games"para o álbum de Lennon tributo Instant Karma: The Amnesty International Campaign para Salvar Darfur. Seu primeiro álbum solo, Wanderlust, apoiado pelo principal single "Love Remains the Same", foi lançado em junho de 2008. "Wanderlust" foi originalmente planejado para ser o próximo álbum de Bush, mas depois de inicialmente aceitar tomar parte no retorno do Bush, o guitarrista Nigel Pulsford optou por enquanto em sair, pois ele não se importava com a turnê mais.
Rossdale também se aventurou no mundo da atuação, aparecendo nos filmes Zoolander, Little Black Book, o jogo de suas vidas, Constantine, Como roubar um banco e outros.
Robin Goodridge gravou com a banda de rock britânica Elyss em 2004, apesar de não ter lançado nenhum material inédito desde então. Em 2006, Goodridge começou a tocar bateria na banda de indie rock Spear of Destiny, e apareceu em seu álbum de 2007, Imperial Prototype. Durante o verão de 2008, ele viajou pelo Reino Unido com a banda de rock britânica Stone Gods após o seu atual baterista Ed Graham ter adoecido. Em 29 de julho foi anunciado que Graham tinha deixado a banda e em 6 de outubro de 2008, o website da banda anunciou que Goodridge se juntou à banda em tempo integral.
Nigel Pulsford passou a maior parte de seu tempo desde que deixou o Bush a passear  levar seus filhos com sua esposa. Ele está atualmente produzindo Emma Hollandé aguardado segundo álbum do esforço de longa duração. Em 2004, ele e o baixista Dave Parsons reunidos para aparecer em um comercial de carro juntos.
Em entrevista à Blender, Gavin Rossdale admitiu que a probabilidade de uma reunião de Bush foi "muito elevado". Ele então acrescentou: "muito alto", Em uma entrevista de Novembro de 2008, Rossdale revelou que ele tinha tentado entrar em contato com os outros membros do Bush, "eu alcancei para fora para eles."
Em 2005, os Bush lançaram The Best of: 1994-1999, uma compilação das melhores canções, e também Zen X Four, um CD e DVD com os vídeos da banda. Zen X Four foi lançado na Kirtland Records e tem o seu próprio website.

### Reunião: 2010-presente
Em 21 de junho de 2010, foi anunciado que Bush se reuniria e iria tocar seu primeiro show juntos em oito anos no Epicenter Music Festival no sul da Califórnia, em 25 de setembro de 2010. A nova formação contou com dois membros originais, e Rossdale Goodridge, além de Chris Traynor e Corey Britz. Eles também lançaram um novo álbum, Everything Always Now, em outubro. No mesmo dia em que a banda anunciou sua reunião, o primeiro single de 8 anos chamado de "Afterlife" foi estreada na estação de rádio KROQ, de Los Angeles.
No dia 22 de junho de 2010, Gavin Rossdale anunciou a volta do Bush. Rossdale queria que o novo Bush lançasse seu primeiro álbum em 2010, e quase conseguiu. O grupo gravou um disco chamado Everything Always Now com o produtor Bob Rock, com 19 faixas que incluíam "Afterlife", que foi lançada como single. Diversas das demais canções foram compostas com Dave Stewart, ex-Eurythmics. Mas as coisas começaram a dar errado à medida que a data prevista para o lançamento do álbum pela Interscope Records se aproximava. "Todas as pessoas que trabalhavam com a gente na gravadora foram demitidas. Era um navio afundando, a pior forma de lançar um álbum novo no planeta. Sabíamos que não estávamos no lugar certo, então partimos". Mas deixar uma grande gravadora leva tempo, "quatro ou cinco meses em nosso caso". Rossdale, que também trouxe novos empresários para cuidarem da banda, quis lidar criativamente com a espera. "Pensei: 'A melhor forma de ataque é estar no estúdio. Será que posso melhorar ainda mais o álbum?' Então voltei ao estúdio e compus mais cinco canções novas e continuei trabalhando com as outras faixas que queria no disco. Foi um processo criativo saudável e acabamos com um álbum ainda melhor". As pessoas ouvirão os resultados desse processo na versão de "Afterlife", que aparece no álbum e é notadamente diferente da lançada em single em 2010. "Achei que podia deixá-la um pouco mais pesada e dar uma espécie de acabamento do Bush. Quando ouvir a música no álbum, em comparação ao single, você verá a diferença".

## Curiosidades
- "Machinehead", um de seus singles mais famosos do álbum The Sixteen Stone, assim como "Comedown", faixa do mesmo álbum, foram incluídas na trilha sonora do filme Medo (Fear, 1996), que veio a ganhar o prêmio MTV Movie awards como melhor trilha sonora.

## Membros
- Gavin Rossdale - Voz, guitarra, letras
- Dave Parsons - Baixo (antigo membro da banda punk de segunda geração The Partisans, bem como dos Transvision Vamp)
- Robin Goodridge - Bateria
- Sacha Putnam - Teclado (abandonou a banda)
- Chris Traynor - Guitarra principal Golden State Tour
- Nigel Pulsford - Guitarra principal (abandonou a banda em 2002, para passar mais tempo com a família)

Gavin Rossdale é também o vocalista da banda rock Institute.
Robin Goodridge é atualmente baterista da banda rock do Reino Unido, os Elyss.

## Discografia

### Álbuns de estúdio
| Ano  | Detalhes do álbum                                     | Melhor posição | Melhor posição | Melhor posição | Melhor posição | Melhor posição | Melhor posição | Melhor posição | Melhor posição | Melhor posição | Melhor posição | Certificações     |
| Ano  | Detalhes do álbum                                     | UK             | AUS            | AUT            | BEL            | CAN            | ALE            | HOL            | NZL            | SUI            | EUA            | Certificações     |
| ---- | ----------------------------------------------------- | -------------- | -------------- | -------------- | -------------- | -------------- | -------------- | -------------- | -------------- | -------------- | -------------- | ----------------- |
| 1994 | Sixteen Stone - Gravadora: Atlantic Records           | 42             | 5              | —              | 14             | 7              | 68             | 20             | 2              | —              | 4              | - EUA: 6× Platina |
| 1996 | Razorblade Suitcase - Gravadora: Interscope Records   | 4              | 12             | 13             | 38             | 1              | 37             | 31             | 10             | —              | 1              | - EUA: 3× Platina |
| 1999 | The Science of Things - Gravadora: Interscope Records | 28             | —              | 18             | 49             | 4              | 19             | 48             | 36             | 99             | 11             | - EUA: Platina    |
| 2001 | Golden State - Gravadora: Atlantic Records            | 53             | —              | 11             | 31             | —              | 10             | 41             | —              | 31             | 22             |                   |
| 2011 | The Sea of Memories - Gravadora: Zuma Rock Records    | —              | —              | —              | —              | 49             | —              | —              | —              | —              | 18             |                   |

### Álbuns ao vivo
| Ano  | Detalhes do álbum                        | Melhor posição | Melhor posição | Melhor posição | Melhor posição | Certificações |
| Ano  | Detalhes do álbum                        | UK             | CAN            | NZ             | EUA            | Certificações |
| ---- | ---------------------------------------- | -------------- | -------------- | -------------- | -------------- | ------------- |
| 2005 | Zen X Four - Gravadora: Kirtland Records | —              | —              | —              | —              |               |

### Compilações
| Ano  | Detalhes do álbum                             | Melhor posição | Melhor posição | Melhor posição | Melhor posição | Certificações (sales threshold) |
| Ano  | Detalhes do álbum                             | UK             | CAN            | NZ             | EUA            | Certificações (sales threshold) |
| ---- | --------------------------------------------- | -------------- | -------------- | -------------- | -------------- | ------------------------------- |
| 1997 | Deconstructed - Gravadora: Interscope Records | 177            | 14             | 27             | 36             | - EUA: Ouro                     |
| 2005 | The Best of: 1994-1999 - Gravadora: SPV GmbH  | —              | —              | —              | —              |                                 |

### Singles
| Ano  | Canção                     | Melhor posição | Melhor posição | Melhor posição | Melhor posição | Melhor posição | Melhor posição | Melhor posição | Melhor posição | Melhor posição | Melhor posição | Álbum                 |
| Ano  | Canção                     | UK             | AUS            | CAN            | CAN Alt.       | ALE            | HOL            | NZL            | EUA            | EUA Alt.       | EUA Main.      | Álbum                 |
| ---- | -------------------------- | -------------- | -------------- | -------------- | -------------- | -------------- | -------------- | -------------- | -------------- | -------------- | -------------- | --------------------- |
| 1994 | "Everything Zen"           | —              | 41             | —              | 5              | —              | 45             | —              | —              | 2              | 5              | Sixteen Stone         |
| 1995 | "Little Things"            | 184            | —              | —              | 2              | —              | —              | —              | —              | 4              | 6              | Sixteen Stone         |
| 1995 | "Comedown"                 | —              | 45             | —              | 1              | —              | —              | —              | 30             | 1              | 2              | Sixteen Stone         |
| 1995 | "Glycerine"                | —              | 5              | 38             | 3              | —              | 41             | 31             | 28             | 1              | 4              | Sixteen Stone         |
| 1996 | "Machinehead"              | 48             | —              | 40             | 1              | —              | —              | —              | 43             | 4              | 4              | Sixteen Stone         |
| 1996 | "Swallowed"                | 7              | 25             | 5              | 1              | —              | 100            | —              | —              | 1              | 2              | Razorblade Suitcase   |
| 1997 | "Greedy Fly"               | 22             | 78             | 38             | 6              | —              | —              | —              | 106            | 3              | 5              | Razorblade Suitcase   |
| 1997 | "Bonedriven"               | 49             | —              | —              | —              | —              | —              | —              | —              | —              | —              | Razorblade Suitcase   |
| 1997 | "Cold Contagious"          | —              | 75             | 57             | 4              | —              | —              | —              | —              | 23             | 18             | Razorblade Suitcase   |
| 1997 | "Mouth (The Stingray Mix)" | —              | —              | —              | 6              | —              | —              | —              | —              | 5              | 28             | Deconstructed         |
| 1999 | "The Chemicals Between Us" | 46             | 93             | —              | 5              | —              | —              | —              | 67             | 1              | 3              | The Science of Things |
| 2000 | "Warm Machine"             | 45             | —              | —              | —              | —              | —              | —              | —              | 38             | 16             | The Science of Things |
| 2000 | "Letting the Cables Sleep" | 51             | —              | —              | —              | —              | —              | —              | 113            | 4              | 26             | The Science of Things |
| 2001 | "The People That We Love"  | —              | —              | —              | —              | 92             | —              | —              | 114            | 11             | 10             | Golden State          |
| 2001 | "Headful of Ghosts"        | —              | —              | —              | —              | —              | —              | —              | —              | 38             | 34             | Golden State          |
| 2002 | "Inflatable"               | 105            | —              | —              | —              | —              | —              | —              | —              | —              | —              | Golden State          |
| 2010 | "Afterlife"                | —              | —              | —              | —              | —              | —              | —              | —              | 22             | 34             | The Sea of Memories   |
| 2011 | "The Sound of Winter"      | —              | —              | 97             | 2              | —              | —              | —              | 104            | 1              | 3              | The Sea of Memories   |